# Білицька селищна рада
Білицька селищна рада — орган місцевого самоврядування в Кобеляцькому районі Полтавської області з центром у смт Білики. Окрім смт Білики, раді не підпорядковані інші населені пункти.

## Влада
Загальний склад ради — 30
Селищні голови (голови селищної ради)
- Киричко Ольга Григорівна[1]

31.10.2010 — зараз